# Никола Алваджиев
Никола Стоянов Алваджиев е български историк – краевед, изследвал миналото на град Пловдив.
От ок. 1924 до 1944 г. завежда отдел „Общински грижи“ в Пловдивското кметство. Започва да печата статии, театрални рецензии и преводи от френски в периодичния печат. Първата му книга е „В сенките на древния Пловдив“ (1937). Излязлата през 1971 г. „Пловдивска хроника“ е живо изложение на историята на града от 1900 до 1912 г. Тя скоро добива признание: авторът ѝ получава наградата „Пловдив“ за литература (1972), а впоследствие – орден „Кирил и Методий“ I степен. Алваджиев посмъртно е обявен за почетен гражданин на Пловдив.

## Съчинения
- (в съавторство с Иван Терзийски и Христо Джамбов) Паметта на един град. Пловдив, 1972
- Пловдивска хроника. 3 изд. Пловдив, 2000
- Старинни черкви в Пловдив. Пловдив, 2000
- В сенките на древния Пловдив. 2 изд. Пловдив, 2011